# هرمان کایزر
هرمان کایزر (انگلیسی: Herman Keiser؛ ۷ اکتبر ۱۹۱۴ – ۲۴ دسامبر ۲۰۰۳) یک گلف‌باز بود.